# Stockholms hembiträdesförening

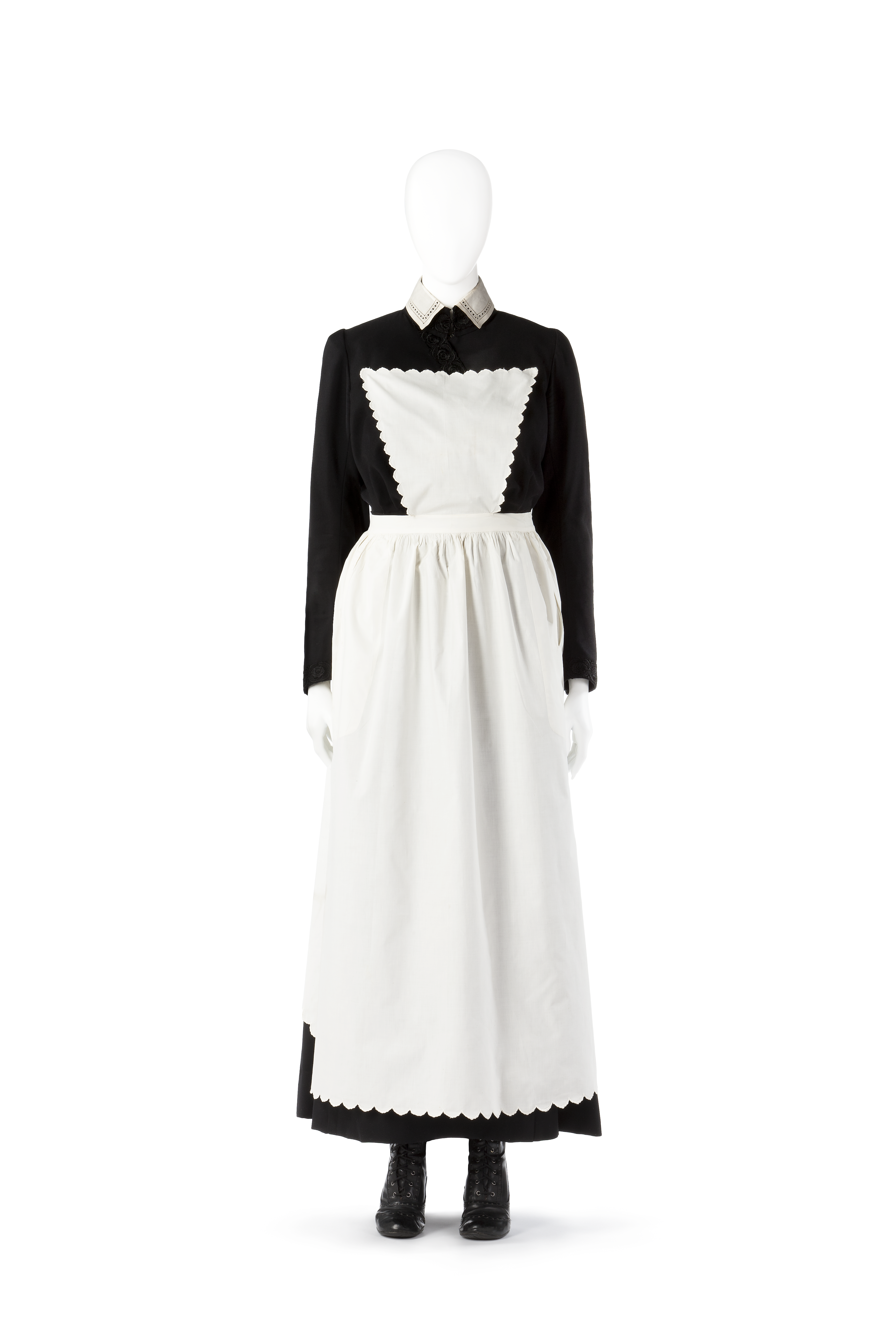
Helgdagsklänning för husjungfrun - Hallwylska museet - 89139

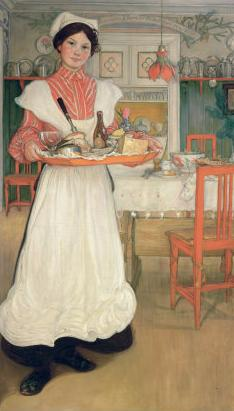
Martina med frukostbrickan.

Stockholms hembiträdesförening bildades som Stockholms tjänarinneförening, och var åren 1904–1970 en fackförening för hembiträden och barnflickor i Stockholm. Stockholms hembiträdesförening tog 1936 initiativ till den första nationella föreningen för hembiträden, Hembiträdesföreningarnas centralkommitté, även kallad Sveriges Hembiträdesföreningar. 

## Historik

### Stockholms tjänarinneförening
Bakgrunden var organiseringen av arbetarkvinnor i början av 1900-talet. Kvinnornas Fackförbund bildades 1902, och föreningens ordförande Anna Sterky, lyfte vid ett möte i Stockholm 1903 upp frågan om arbetsförhållandena för kvinnliga tjänare och agiterade för att även de borde organiseras och kräva bättre förhållanden, och kallade hembiträdet för hemslavinna. Detta ledde till en häftig offentlig debatt. 
Socialdemokraten, rösträttskvinnan och hembiträdet Maria Qvist träffade 1902 fackföreningsaktivisten Marie Christensen, som hade grundat en dansk förening, Københavns Tjenestepigeforening. Maria Qvist började med dansk förebild att organisera tjänsteflickor, och hon var en av initiativtagarna, och den första ordföranden, till Stockholms tjänarinneförening, som bildades 4 januari 1904. Bland dess andra grundare nämns Anna Lindhagen.
Någon nationell förening för hembiträden fanns inte, men däremot bildades ett flertal lokala hembiträdesföreningar under de följande åren. De första utöver den i Stockholm var de i Malmö, som var Sveriges första, då den bildades 1903, och Karlstad, som bildades samma år som Stockholms. Vid tiden för dess bildande antecknade sig ett jämnt antal av 100 medlemmar i Stockholm.
Mellan 1905 och 1908 utgav föreningen Tjänarinnebladet, som tog upp dess intressefrågor. I dess första nummer beskrevs svårigheterna och dess första mål: 
"Då en tjänarinnerörelsen började här i Stockholm och en förening bildades, möttes den, som ju var att vänta, af det bittraste motstånd af husmödrarnas sida; man faktiskt täflade om att utmåla den nybildade tjänarinneföreningen i de mörkaste färger. Som ju är lätt att förstå, var meningen därmed, att kväfva hela rörelsen i sin linda, vilket dock dess bättre ej lyckades. Vi tjänarinnor, som trots motstånd och hån vågat bilda en förening, vore fullt på det klara med att, om om något skulle vinnas, fodrades det ett energiskt arbete och framför allt uthållighet".
Föreningens mål angavs vara fem:
1. att informera hembiträden genom kurser, föreläsningar och liknande
2. att genomdriva tydliga arbetstider, då det var vanligt att hembiträdena bodde hos sin arbetsgivare och i praktiken saknade fritid
3. att upprätta formella arbetskontrakt och uppsägningsblanketter, istället för att som brukligt endast ha ett muntligt avtal
4. att bilda en platsanskaffningsförmedling via föreningen
5. att så småningom bilda fackskolor som kunde fungera som yrkesskolor.[6]

Målet med en egen platsbyrå nåddes redan 1905, då föreningen började förmedla platser till arbetsgivare, som redan från början tycks ha vänt sig till den. 1906 deltog Tjännarinnebladet i kvinnors masspetition för kvinnlig rösträtt.
Hembiträden hade länge svårt att organisera sig. En bidragande anledning tros vara att tjänare i allmänhet betraktade sitt yrke som någonting tillfälligt och lämnade det så snart de fick möjlighet, samt att arbetsdagarna var mycket långa och fritiden för engagemang liten.
Stockholms Tjänarinneförening hade fram till 1910 inte mycket kontakt med arbetarrörelsen. Kvinnornas Fackförbund hade svårt att kategorisera tjänarinnor bland övriga arbetarkvinnor, eftersom de ansåg sig vara till för industriarbetare. Detta var något tjänare inte var, och de hade därför bara ett blygsamt samarbete vid deltagande i föreläsningsserier eller vid föredrag. År 1910 byttes dock styrelsen ut, och den nya styrelsen började inleda ett närmande till den socialdemokratiska arbetarrörelsen. Av stor betydelse för detta var Hanna Grönvall, som var sekreterare för organisationen 1910–1914 och ordförande 1914–1941. Hon var även socialdemokratisk ledamot i Stockholms stadsfullmäktige, från år 1919, och kunde som sådan ge föreningen större inflytande.

### Stockholms hembiträdesförening
År 1917 bytte föreningen namn till Stockholms hembiträdesförening och introducerade begreppet hembiträde som ersättare för de tidigare begreppen "jungfru", "piga", "tjänarinna" och "tjänsteflicka". Hembiträdesbegreppet blev vanligt i Sverige kring 1920 och blev allt vanligare i platsannonserna under 1930-talet.
Den 21 februari 1924 firade föreningen 20-årsfest. 
1929 anslöt sig föreningen till Stockholms Fackliga centralorganisation och fick därigenom indirekt kontakt med LO och stöd därifrån.
Föreningen påpekade år 1930 orättvisan i att alla vuxna personer normalt tilltalades med "herr/fru/fröken", men att hembiträdena (som var ogifta kvinnor) inte tilltalades med "fröken" som alla andra ogifta kvinnor, utan tilltalades med förnamn av sin arbetsgivare och hans familj, även deras barn, och att hembiträdena borde börja kallas fröken som alla andra ogifta kvinnor.
En utredning av Socialstyrelsen i mitten av 1930-talet (där Hanna Grönvall satt med) rapporterade att yrket var "så missaktat [att det] inte har något människovärde". 
Trots att föreningen försökte höja yrkets status genom utbildning och rekryteringskampanjer var det svårt att förändra arbetsvillkoren, eftersom det var ett arbete som utfördes i människors privathem. Privata hushåll bestämde själva vilka de ville anställa och under vilka villkor, och få ville arbeta som hembiträden om de hade något annat val.
År 1936 tog organisationens ordförande Hanna Grönvall initiativ till bildandet av "Hembiträdesföreningarnas centralkommitté", och tog påbörjade agitationsresor runt Sverige för att starta lokalföreningar under dess första ombudsman på riksplanet Viola Sandell. 
År 1938 demonstrerade de för att ge hembiträdena åtta timmars arbetsdag, och man menade att deras arbetsförhållanden var värst av alla. Samma år, 1938, grundades Stockholms stads hembiträdesskola, vilket innebar att en av föreningens mål uppnåddes. 
Hembiträdesföreningarnas centralkommitté var en drivande kraft bakom 1944 års svenska hembiträdeslag, och uppföljningar av denna. År 1944 infördes en rad förbättringar som föreningen hade arbetat för när Hembiträdeslagen infördes. Detta förbättrade arbetsförhållandena för hembiträden i Sverige.

### Efter kriget
Efter andra världskriget började yrket dö ut i allt snabbare takt, trots förbättringen i 1944 års lag. Nya hushållsapparater förenklade hushållsarbetet och det blev dyrare att anställa hembiträden. De flesta hembiträden såg sitt yrke som något tillfälligt som de utförde när de saknade annat val och bytte arbete så fort de erbjöds något annat. Då samhället efter andra världskriget öppnade upp allt fler arbetsmöjligheter för kvinnor inom handel, industri och offentlig sektor, dog yrket hembiträdesyrket snabbt ut. Detta skedde trots att en del förmåner infördes under 1950-talet för att intressera kvinnor att välja yrket.
Under 1950-talet avtog verksamheten även för Hembiträdesföreningarnas centralkommitté, och i november 1958 upplöstes organisationen. Stockholms hembiträdesförening levde vidare ännu en tid, men även denna krympte under 1950-talet. Deras sista större utåtriktade aktivitet blev folkomröstningen om pensionsfrågan 1957. På ett möte den 21 januari 1970 väcktes förslaget att lägga ner föreningen. Då hade många av medlemmarna övergått till andra arbeten, och antalet hembiträden i Sverige sakta börjat minska.

### Fotnoter
1. ↑  Elisabet Andersson (Maj 1905). ”Stockholms tjänarinneförenings årsberättelsre 1904”. Stockholms tjänarinneförening. http://www.arbark.se/pdf_wrd/tjanarinnebladet/01-tjanarinnebladet-provnr-1905.pdf. Läst 4 mars 2012.
2. ↑  Stockholms tjänarinneförening
3. 1 2  Hembiträdet: individ eller projektionsyta? – Mentalitet, identitet, genus, klass och skötsamhet i tidningsartiklar av och om hembiträden i det tidiga 1900-talets Sverige
4. ↑  Maria Qvist, www.skbl.se/sv/artikel/MariaQvist, Svenskt kvinnobiografiskt lexikon (artikel av Rikke Lie Halberg), hämtad 2024-01-21.
5. ↑  13-tjanarinnebladet-1908-3.pdf
6. 1 2 3 4  Tjänarinnebladet utgifvet av Stockholms tjänarinneförening / 1905
7. ↑  Tjänarinnebladet utgifvet av Stockholms tjänarinneförening / 1906
8. 1 2  Carlsson, K. (2013). Den tillfälliga husmodern: hemvårdarinnekåren i Sverige 1940-1960. Sverige: Nordic Academic Press. s. 204
9. 1 2  ”IFAU 2006 - Regleringen av arbetsmarknad”. Arkiverad från originalet den 11 januari 2012. https://web.archive.org/web/20120111210951/http://www.ifau.se/upload/pdf/se/2006/r06-07.pdf. Läst 28 oktober 2010.
10. ↑  ”Morgonbris 4 1924 (april) - Stockholms hembiträdesförening firar 20-årsfest”. Arkiverad från originalet den 5 mars 2016. https://web.archive.org/web/20160305191731/http://www.ub.gu.se/kvinndata/digtid/05/1924/morgonbris1924_4.pdf. Läst 10 januari 2011.
11. 1 2  Carlsson, K. (2013). Den tillfälliga husmodern: hemvårdarinnekåren i Sverige 1940-1960. Sverige: Nordic Academic Press. s. 72-74
12. ↑  Hembiträdesföreningarnas centralkommitté (läst 29 oktober 2010, ny version läst 10 januari 2011)[död länk]
13. ↑  Aftonbladet 12 juni 2005 Så blir en kvinna desperat
14. ↑   Carlsson, K. (2013). ”Den tillfälliga husmodern: hemvårdarinnekåren i Sverige 1940-1960”. Nordic Academic Press, Sverige. sid. 73. https://www.google.se/books/edition/Den_tillf%C3%A4lliga_husmodern/BkszAgAAQBAJ?hl=sv&gbpv=1&dq=Svenska+hembitr%C3%A4desf%C3%B6reningen&pg=PA204&printsec=frontcover.
15. ↑  Carlsson, K. (2013). Den tillfälliga husmodern: hemvårdarinnekåren i Sverige 1940-1960. Sverige: Nordic Academic Press. s. 73-74
16. ↑  Internationalen 27 april 2005 - Hundra år på fyrtio bilder[död länk]